# نورمان بي باري
نورمان بي باري (بالإنجليزية: Norman P. Barry)‏ هو فيلسوف بريطاني، ولد في 25 يونيو 1944 في نورثامبتون في المملكة المتحدة، وتوفي في 21 أكتوبر 2008 بسبب تصلب متعدد.